# Francesco Panetta
Francesco Panetta (ur. 10 stycznia 1963 w Siderno) – włoski lekkoatleta, specjalizujący się w biegach długodystansowych. W 1987 na mistrzostwach świata w Rzymie zdobył złoty medal na 3000 m z przeszkodami. Na tych samych zawodach zdobył również srebro w biegu na 10 000 metrów. W 1986 roku na mistrzostwach Europy w Stuttgarcie zdobył srebrny medal. W 1990 roku na mistrzostwach Europy w Splicie zdobył złoty medal na  3000 m z przeszkodami. 
Srebrny medalista mistrzostw świata w biegach przełajowych (drużyna juniorów, Rzym 1982).

## Rekordy życiowe
- bieg na 5000 m – 13:06,76 (1993)
- bieg na 10 000 m – 27:24,16 (1989)
- bieg na 3000 m z przeszkodami – 8:08,57 (1987) rekord Włoch, pierwszy wynik na listach światowych w 1987